# Engel Károly Alkatrészgyár N. V. Műszergyára

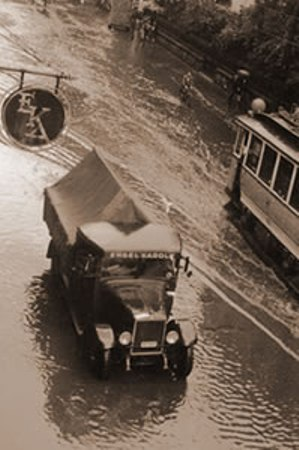
Engel Károly Elektromos Szerelési Anyagok és Készülékek Gyára (EKA) előtte egy teherautóval

Az Engel Károly Alkatrészgyár N. V. Műszergyára céget az Európát megjárt, műszaki érdeklődésű Engel Károly alapította, eredetileg Engel Károly Elektromos Szerelési Anyagok és Készülékek Gyára néven a Budapest, VI. kerület Nagy János utca 3. alatt (ma Benczúr u.)

## Kezdetek
A cég eredetileg csak kereskedelmi tevékenységet végzett. A nürnbergi Conradty cégtől vásárolt szénkeféket és ívlámpaszenet árusította. 3 évvel később már Németországból importált elektromos szerelési anyagok árusításával is foglalkozott. Engel importálta pl. az Edison-rendszerű villamos anyagokat Magyarországra, amelyek olcsóbbak voltak a Ganz-gyár hasonló termékeinél.
Hamarosan felismerte a hazai gyártásban rejlő előnyöket, és szerelőműhelyt állított fel. A zömében női munkások az importált félkész termékeket szerelték össze.
A gyártó tevékenység csak 1905-től lendült fel, amikor Holitscher Pál, a Pesti Magyar Kereskedelmi Bank igazgatójának (Holitscher Lipót) fia került a céghez. Kezdetben önálló vállalkozásba szeretett volna kezdeni, amihez megszerezte -apja révén- a Pesti Kereskedelmi Bank támogatását. Hartmann és Braun  cég képviseletére számított, amely nagy mennyiségben importált Magyarországra. Tudományos célú villamos mérőeszközök, fogyasztásmérők, voltmérők, wattmérők, villamos kapcsoló és biztosító készülékek gyártását is tervezte. A terv más formában valósult meg! A beteges Engel Károly 1906-ban eladta cégét, az egy éve nála dolgozó Holitscher Pálnak, aki megtartotta az eredeti cégnevet, és egyre több nyugat-európai cég képviseletét szerezte meg. A nagy lehetőség a régi Engel-vonal folytatásában rejlett. A kis vállalkozás hamarosan kinőtte kereteit, és a VI. kerület Vörösmarty u. 16. alá költözött. Itt már árammérőket is szereltek, és itt működött a hitelesítő állomás, ahol 1914-től az Elektromos Művek számlálóit is hitelesítették.
A vállalat az elsők között adott ki gyártmánykatalógust a villamosipari szakmában. Az első világháború alatt Komjáth Arnold és Reich Ernő mérnökök vezették az üzemet. A háborúból visszatérve vette meg Holischer a Bethlen Gábor u. 21-23 alatti házat, ahol az EKA gyártása kibontakozott. 1926-ban belépett az akkor alakult Magyar Elektromos Számláló Szövetségbe. A kartell rögzítette a számlálók eladási árát és feltételeit. Vezető szerepet a Ganz-gyár játszott. A kartellszerződés azonban hamarosan felbomlott.

## Az I. világháború után

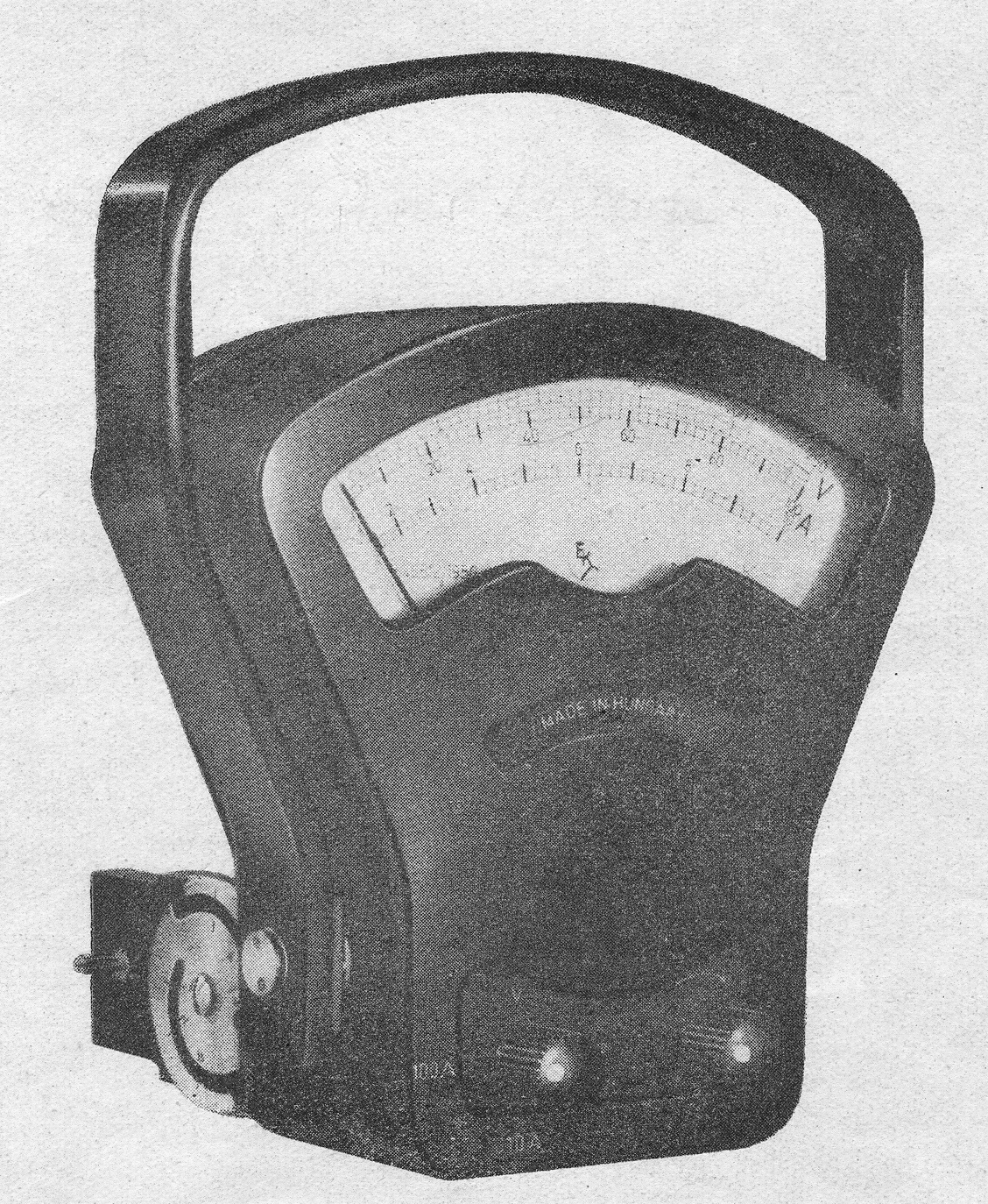
Reich-fogó

Az EKA folytatta a képviseleti üzletet. A külföldi cégeknek kapóra jött a háború utáni gazdasági pangásban, hogy a jó bonitású EKA vállalja képviseletüket. A cégek között volt: a Kötzschenbrod-i Wilhelm Hoffmann elektromos készülékgyár (1921), a berlini Dipl. ing. D. Bercovitz vállalt, mely a Weston Electrical Instrument Co. New York-i cég vezérképviselete volt (1923), az erlangeni P. Gossen und Co. (manométerek, elektromos mérőkészülékek 1926, 1929) az eindhoveni Philips (1926) a jénai Emil Weckmar (1926) stb. A gazdasági válság éveiben a képviseleti tevékenység visszaesett, és csak 1933 után ívelt ismét felfelé. Holitscher Pál már az 1920-as évektől 6 külföldi gyár létesítését kezdeményezte, amelyekben az EKA vagy teljes, vagy részvénytulajdonosként szerepelt. A belgrádi, zágrábi, bukaresti, kolozsvári, temesvári és prágai EKA érdekeltségeket nevezték NORIS-nak Tovább működött az 1908-ban alapított bécsi cég is, mely Norma néven forgalmazta termékeit. A NORMA Instrument Gmbh-t 1922-ben jegyezték be. Holitscher 1929-ben kibővítette a Bethlen utcai gyártelepet. 1936-ban emeletet húztak rá. A gyártást Reich Ernő főmérnök vezette, aki világhírűvé vált a róla elnevezett lakatfogó szabadalmával. 1936-ban létesítették a műszerosztályt. Vezetője kezdetben a fizikai munkás Szücs Sándor lett, aki Holitscher Gézával (Holitscher Pál fia) közösen hozta létre a hazai tömeges műszergyártást.
A második világháború kitörése igen kedvezőtlenül érintette az EKA-t (Elektromos szirénákat gyártottak). Már az első zsidótörvény erősen korlátozta a cég lehetőségeit. A gyárat kizárták a közszállításokból, a zsidó alkalmazottakat elbocsátották, bevonták a vállalatot a haditermelésbe. 1944-ben az üzem élére Rozváczi Omazta Gyula nyugdíjazott őrnagy került. Intézkedtek a gyár leszereléséről és Németországba szállításáról. A leszerelt, becsomagolt anyag és árukészletet azonban a budafoki borpincében rejtették el.

## A háború után
Az EKA a képviseleti tevékenységét 1945-1948 között szűk keretek között folytathatta. A cég államosítására az 1948. március 25-i kormányrendelet alapján került sor. A vállalat kereskedelmi részlegét különválasztották, ebből önálló vállalat jött létre, a későbbi VILLÉRT elődje. Az EKA lemezjátszó gyárából megalakult a Tonalit Hanglemezgyár. A megmaradt vállalatrész neve Elektromos Készülékek és Anyagok Gyára lett. Az 1950-es, 1960-as években az EKA a hazai lámpatestgyártás meghatározó szereplőjévé vált. Az ország villamosításának időszakában alakult ki a gyár másik meghatározó termékcsoportja, az erősáramú távvezetékek, a trolibusz-, vasúti, daru- és villamosszerelvények, a villamos leágazók, a kábelsaruk és összekötők. 1996-ban Hoffman Iván megalakította a Hofeka Kft.-t, amely egyben jogutódja lett az 1888-ban alapított EKA gyárnak. A cég közvilágítási lámpatestek, ipari lámpatestek, fényvetők, nagyfeszültségű szerelvények, áramszedők gyártásával foglalkozik.